# BET Awards 2019
Die BET Awards 2019 waren die 19. von Black Entertainment Television (BET) vergebenen BET Awards, die an Künstler in den Bereichen Musik, Schauspiel, Film und Sport vergeben wurden. Die Verleihung fand am 23. Juni 2019 im Microsoft Theater, Los Angeles, Kalifornien statt. Die Moderation übernahm Regina Hall.
Am häufigsten nominiert war Cardi B mit sieben Nominierungen, die auch mit zwei verliehenen Awards die Siegerin des Abends war.
Mary J. Blige bekam den BET Lifetime Achievement Award und Tyler Perry wurde mit dem Ultimate Icon Award geehrt. Den BET Humanitarian Award erhielt postum Nipsey Hussle. Der Rapper, der sich nach der Entsagung von der Gangkriminalität gegen Ganggewalt engagierte, war drei Monate vor der Verleihung vor seinem Bekleidungsgeschäft erschossen worden. Er wurde nur 33 Jahre alt.

## Liveauftritte
| Künstler                                                     | Song(s) |
| ------------------------------------------------------------ | --- |
| Cardi B and Offset                                           | Clout Press |
| DaBaby                                                       | Suge |
| Fantasia                                                     | Enough |
| Lucky Daye                                                   | Roll Some Mo |
| Lizzo                                                        | Truth Hurts |
| Lil Nas X Billy Ray Cyrus                                    | Old Town Road |
| City Girls                                                   | Act Up |
| Lil Baby                                                     | Close Friends Pure Cocaine |
| H.E.R. YBN Cordae                                            | Lord Is Coming |
| Mustard Migos                                                | Pure Water |
| Mary J. Blige                                                | Medley 1. My Life 2. No More Drama 3. I’m Goin' Down 4. Real Love (Remix) 5. Reminisce (Remix) 6. You Remind Me (Remix) 7. Be Happy 8. Love No Limit 9. I Can Love You (with Lil’ Kim) 10. I’ll Be There for You/You’re All I Need to Get By (with Method Man) 11. Just Fine |
| DJ Khaled Meek Mill Lil Baby Jeremih                         | Weather the Storm You Stay |
| Kiana Ledé                                                   | Ex |
| Kirk Franklin Jonathan McReynolds Erica Campbell Kelly Price | Love Theory |
| Marsha Ambrosius YG DJ Khaled John Legend                    | Tribute to Nipsey Hussle Real Big Last Time That I’d Checc’d Higher |

## Präsentatoren
- Yara Shahidi – präsentierte Best New Artist
- Irv Gotti, Justine Skye & Elijah Kelley – präsentierten den Young Stars Award
- Regina Hall – stellte Fantasia vor
- Raphael Saadiq – stellte Lucky Daye vor
- Anderson .Paak – präsentierte Album of the Year
- Amanda Seales – präsentierte Shine a Light für Candice Payne
- Rev. Al Sharpton – präsentierte Dr. Bobby Jones Gospel Inspirational Award
- Larenz Tate & La La Anthony – präsentierten Best Movie
- Jodie Turner-Smith, Melina Matsoukas und Lena Waithe – kündigten den Trailer für Queen & Slim an
- Marsai Martin – präsentierte Best Actress
- Rihanna – präsentierte Lifetime Achievement Award to Mary J. Blige
- Ayesha Curry & Ne-Yo – präsentierten Best International Act
- Jacob Latimore – präsentierte Coca-Cola Viewer's Choice Award
- Taraji P. Henson – übergab den Ultimate Icon Award an Tyler Perry
- Morris Chestnut & Damson Idris – Lobrede an John Singleton
- T.I. – überreichte den Humanitarian Awardan die Familie von Nipsey Hussle

## Gewinner und Nominierte
Die Gewinner sind fett markiert und vorangestellt.
| Album of the Year | Video of the Year |
| --- | --- |
| - Invasion of Privacy – Cardi B - ASTROWORLD – Travis Scott - Championships – Meek Mill - Ella Mai – Ella Mai - Everything Is Love – The Carters                                                                                            | - Childish Gambino – This Is America - Cardi B – Money - Cardi B and Bruno Mars – Please Me - 21 Savage featuring J. Cole - A Lot - Drake – Nice For What - The Carters – Apeshit                                                                   |
| Coca-Cola Viewers’ Choice Award | Best Collaboration |
| - Ella Mai – Trip - Childish Gambino – This Is America - Drake – In My Feelings - Cardi B, Bad Bunny & J Balvin – I Like It - J. Cole – Middle Child - Travis Scott featuring Drake – Sicko Mode                                            | - Travis Scott featuring Drake – Sicko Mode - Cardi B and Bruno Mars – Please Me - Cardi B, Bad Bunny & J Balvin – I Like It - H.E.R. featuring Bryson Tiller – Could’ve Been - 21 Savage featuring J. Cole – A Lot - Tyga featuring Offset – Taste |
| Best Female R&B/Pop Artist | Best Male R&B/Pop Artist |
| - Beyoncé - Ella Mai - H.E.R. - Solange - SZA - Teyana Taylor | - Bruno Mars - Anderson .Paak - Childish Gambino - Chris Brown - John Legend - Khalid |
| Best Female Hip Hop Artist | Best Male Hip Hop Artist |
| - Cardi B - Megan Thee Stallion - Lizzo - Remy Ma - Kash Doll - Nicki Minaj | - Nipsey Hussle - 21 Savage - Drake - J. Cole - Meek Mill - Travis Scott |
| Best Group | Best New Artist |
| - Migos - City Girls - Chloe x Halle - Lil Baby and Gunna - The Carters | - Lil Baby - Blueface - City Girls - Juice Wrld - Queen Naija |
| Dr. Bobby Jones Best Gospel/Inspirational Award | BET Her Award |
| - Snoop Dogg featuring Rance Allen – Blessing Me Again - Erica Campbell featuring Warryn Campbell – All of My Life - Fred Hammond – Tell Me Where It Hurts - Kirk Franklin – Love Theory - Tori Kelly featuring Kirk Franklin – Never Alone | - H.E.R. – Hard Place - Alicia Keys – Raise a Man - Ciara – Level Up - Janelle Monae – Pynk - Queen Naija – Mama’s Hand - Teyana Taylor – Rose in Harlem                                                                                            |
| Video Director of the Year | Best Movie |
| - Karena Evans - Benny Boom - Colin Tilley - Dave Meyers - Hype Williams | - BlacKkKlansman - Creed II - If Beale Street Could Talk - Spider-Man: Into the Spider-Verse - The Hate U Give |
| Best Actress | Best Actor |
| - Regina King - Issa Rae - Regina Hall - Taraji P. Henson - Tiffany Haddish - Viola Davis | - Michael B. Jordan - Anthony Anderson - Chadwick Boseman - Denzel Washington - Mahershala Ali - Omari Hardwick |
| YoungStars Award | Sportswoman of the Year |
| - Marsai Martin - Caleb McLaughlin - Lyric Ross - Michael Rainey Jr. - Miles Brown | - Serena Williams - Allyson Felix - Candace Parker - Naomi Ōsaka - Simone Biles |
| Sportsman of the Year | Best International Act |
| - Stephen Curry - Kevin Durant - LeBron James - Odell Beckham Jr. - Tiger Woods | - Burna Boy (Nigeria) - Aya Nakamura (Frankreich) - AKA (Sodafrika) - Dave (UK) - Dosseh (Frankreich) - Giggs (UK) - Mr Eazi (Nigeria) |
| Best New International Act | |
| - Sho Madjozi (Südafrika) - Headie One (UK) - Jok’Air (Frankreich) - Nesly (Frankreich) - Octavian (UK) - Teniola Apata (Nigeria) | |

## Spezialpreise
- Lifetime Achievement Award: Mary J. Blige
- Humanitarian Award: Nipsey Hussle
- Ultimate Icon Award: Tyler Perry